# Agencia Informativa Orbe
La Agencia Informativa Orbe es una agencia de información chilena. Su sede se encuentra en la comuna de Las Condes en Santiago de Chile. El presidente de su directorio es Patricio Malatesta García.[cita requerida]

## Historia
La agencia fue fundada el 7 de enero de 1955 por José María Navasal —quien se desempeñó durante diez años como director—, Marina de Navasal, Alfredo Valdés Loma y Andrés Aburto, iniciando sus labores el 15 de febrero del mismo año. Al momento de su fundación, su sede se encontraba en Huérfanos 72.
El 1 de enero de 1967, Aburto se retiró de la sociedad, quedando la pareja Navasal como únicos propietarios quienes renombraron la agencia como «Agencia Chilena de Prensa, Ltda.» (Chilpress). El 9 de agosto de 1967, José María Navasal se retiró de la sociedad, traspasando su participación de la Corporación de Radio y Prensa. El 30 de diciembre del mismo año, Marina de Navasal traspasó su participación a la Sociedad Publicaciones Nuestro Tiempo Ltda., y se acordó suprimir el nombre Chilpress y retornar a «Agencia Informativa Orbe Chilena, Ltda.».
El 28 de agosto de 1970, la Sociedad Nuestro Tiempo cedió su participación en la agencia a Talleres Gráficos Corporación Ltda. El 18 de enero de 1972, la Corporación de Radio y Prensa se desligó de la agencia, traspasando sus acciones a Karl Pingel Boch y Juan Jansana Salazar. En 1975 la agencia se trasladó al sexto piso de Phillips 56. Posteriormente, el 9 de enero de 1976, fue constituida la «Agencia Informativa Orbe de Chile Ltda.», que incluía entre sus miembros al ya mencionado Pingel, Tomás Pablo Roa y Roberto Palumbo. Finalmente, el 3 de marzo de 1980, la agencia fue adquirida por el Estado a través de la creación de la «Sociedad de Espectáculos Soel Ltda.» —conformada entre otros por Radio Nacional de Chile y el diario La Nación—, convirtiéndose en la agencia oficial de noticias durante la dictadura militar.
En 1990, la presidencia de la agencia fue asumida por Fernando Malatesta García, quien adquirió la empresa el 28 de septiembre renombrándola como «Agencia Informativa Orbe S.A.» el 7 de enero de 1991 y la dirigió hasta su muerte, ocurrida el 9 de septiembre de 2010. En noviembre de 2001, la agencia adquirió la plataforma Linux para modernizar su plataforma tecnológica.